# Sveriges finansmarknadsminister
Finansmarknadsminister, formellt Statsråd, i Sverige är det statsråd i Sveriges regering som ansvarar för regleringen på de finansiella marknaderna, exempelvis handel med värdepapper (ex. aktier) och finansiella instrument. Finansmarknadsministern är placerad vid Finansdepartementet. Finansmarknadsministerns närmsta medarbetare är den politiskt tillsatte statssekreteraren.

## Lista över Sveriges finansmarknadsministrar
| Nr |  | Biståndsminister                | Titel                                                                                             | Tillträdde       | Avgick           | Varaktighet        | Parti | Parti              | Regering                           |
| -- |  | ------------------------------- | ------------------------------------------------------------------------------------------------- | ---------------- | ---------------- | ------------------ | ----- | ------------------ | ---------------------------------- |
| 1  |  | Gunnar Lund (född 1947)         | Finansmarknadsminister och minister för internationell ekonomi                                    | 21 oktober 2002  | 21 oktober 2004  | 2 år och 0 dagar   |       | Socialdemokraterna | Persson S                          |
| 2  |  | Sven-Erik Österberg (född 1955) | Kommun- och finansmarknadsminister                                                                | 21 oktober 2004  | 6 oktober 2006   | 1 år och 350 dagar |       | Socialdemokraterna | Persson S                          |
| 3  |  | Mats Odell (född 1947)          | Kommun-, bostads- och finansmarknadsminister                                                      | 6 oktober 2006   | 5 oktober 2010   | 3 år och 362 dagar |       | Kristdemokraterna  | Reinfeldt M – C – FP – KD          |
| 4  |  | Peter Norman (född 1958)        | Finansmarknadsminister                                                                            | 5 oktober 2010   | 3 oktober 2014   | 3 år och 363 dagar |       | Moderaterna        | Reinfeldt M – FP – C – KD          |
| 5  |  | Per Bolund (född 1971)          | Finansmarknads- och konsumentminister (2014-2019) Finansmarknads- och bostadsminister (2019-2021) | 3 oktober 2014   | 5 februari 2021  | 6 år och 125 dagar |       | Miljöpartiet       | Löfven I S – MP Löfven II S – MP   |
| 5  |  | Åsa Lindhagen (född 1980)       | Finansmarknads- och biträdande finansminister                                                     | 5 februari 2021  | 30 november 2021 | 0 år och 298 dagar |       | Miljöpartiet       | Löfven II S – MP Löfven III S – MP |
| 6  |  | Max Elger (född 1973)           | Finansmarknads- och biträdande finansminister                                                     | 30 november 2021 | 18 oktober 2022  | 0 år och 322 dagar |       | Socialdemokraterna | Andersson S                        |
| 7  |  | Niklas Wykman (född 1981)       | Finansmarknadsminister                                                                            | 18 oktober 2022  | nuvarande        | 2 år och 271 dagar |       | Moderaterna        | Kristersson M – KD – L             |